# Gaillet croisette
Cruciata laevipes
Pour les articles homonymes, voir Croisette.
Espèce
Classification phylogénétique
Le Gaillet croisette (Cruciata laevipes) est une plante herbacée vivace de la famille des Rubiacées.
On le connaît également sous les noms vernaculaires de Croisette commune et de Croisette velue.

## Synonyme
- Galium cruciata Scop., 1771

## Description
Le Gaillet croisette forme parfois d'importantes colonies qui dégagent une odeur de miel au printemps.
Les tiges couchées à la base, à section carrée, sont couvertes de longs poils soyeux. Les feuilles ovales, verticillées par 4 (d'où le nom de croisette), à trois nervures saillantes en dessous, très poilues, vert clair, sont non agrippantes, à la différence du gaillet gratteron.
Ses fleurs jaunâtres de 2 mm, en verticilles à la base des feuilles, sont portées par des pédoncules bien plus courts que les feuilles.

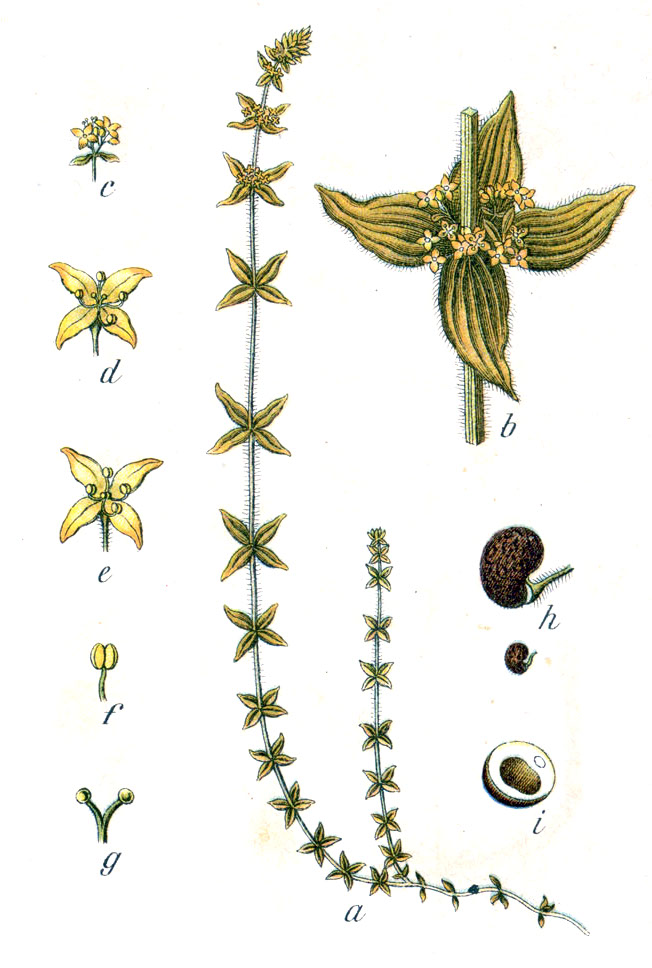
Galium cruciata
Inflorescence

## Répartition
Le gaillet croisette se rencontre en Europe (Albanie, Allemagne, Autriche, Belgique, Bulgarie, Espagne, ex-Tchécoslovaquie, îles de l’Égée, France (incluant la Corse), Grande Bretagne, Grèce, Hongrie, Italie (incluant la Sardaigne et la Sicile) , Pays-Bas, Pologne, Portugal, Roumanie, partie européenne de la Russie, Suisse, Ukraine (incluant la Crimée) et ex-Yougoslavie) et en Asie (ouest de l'Himalaya, Iran et Turquie).[réf. nécessaire]

## Utilisations

### Cuisine
La fleur, à l'odeur de miel, sert à préparer une infusion. L'infusion doit être courte, sinon elle est source d'amertume, avec un gout pouvant évoluer vers celui du café. La plante entière, préalablement hâchée peut être utilisée pour aromatiser le lait servant à préparer des desserts, leur donnant une odeur de miel pour une infusion courte, virant à un gout de café si l'infusion est longue.

### Médecines traditionnelles
Plante médicinale, elle est utilisée contre les maux d'estomac, pour réveiller l'appétit (plante apéritive et stomachique), pour soulager les plaies internes et externes, les troubles nerveux et les maladies de la peau.